# Европейский маршрут E36
Европейский маршрут Е36 — европейский автомобильный маршрут категории А, соединяющий города Берлин (Германия) и Легница (Польша). Длина маршрута — 283 км.

## Города, через которые проходит маршрут
Маршрут Е36 проходит через две европейские страны:
- Германия: Берлин — Люббен — Люббенау — Котбус — Форст —
- Польша: Жары — Жагань — Болеславец — Легница

Е36 связан с маршрутами
| - E55 - E30 - E51 - E26 |  | - E28 - E251 - E40 |

## Старая система нумерации
До 1985 года использовалась иная система нумерации, по которой индекс E36 был присвоен иной дороге: Хук-ван-Холланд – Роттердам – Гауда (город) – Утрехт – Арнем – Оберхаузен – Кёльн. Современный маршрут E36 в то время относился к категории "B". 

## Фотографии

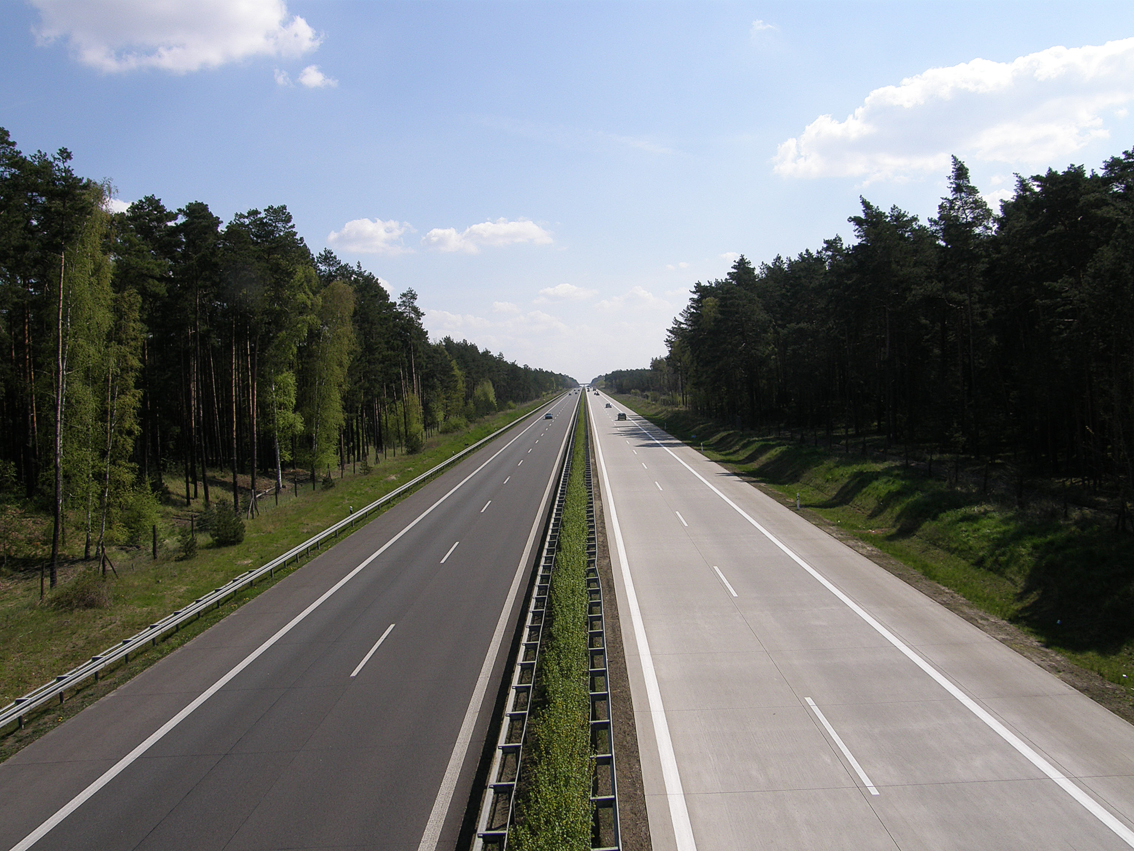
Е36 около Котбуса
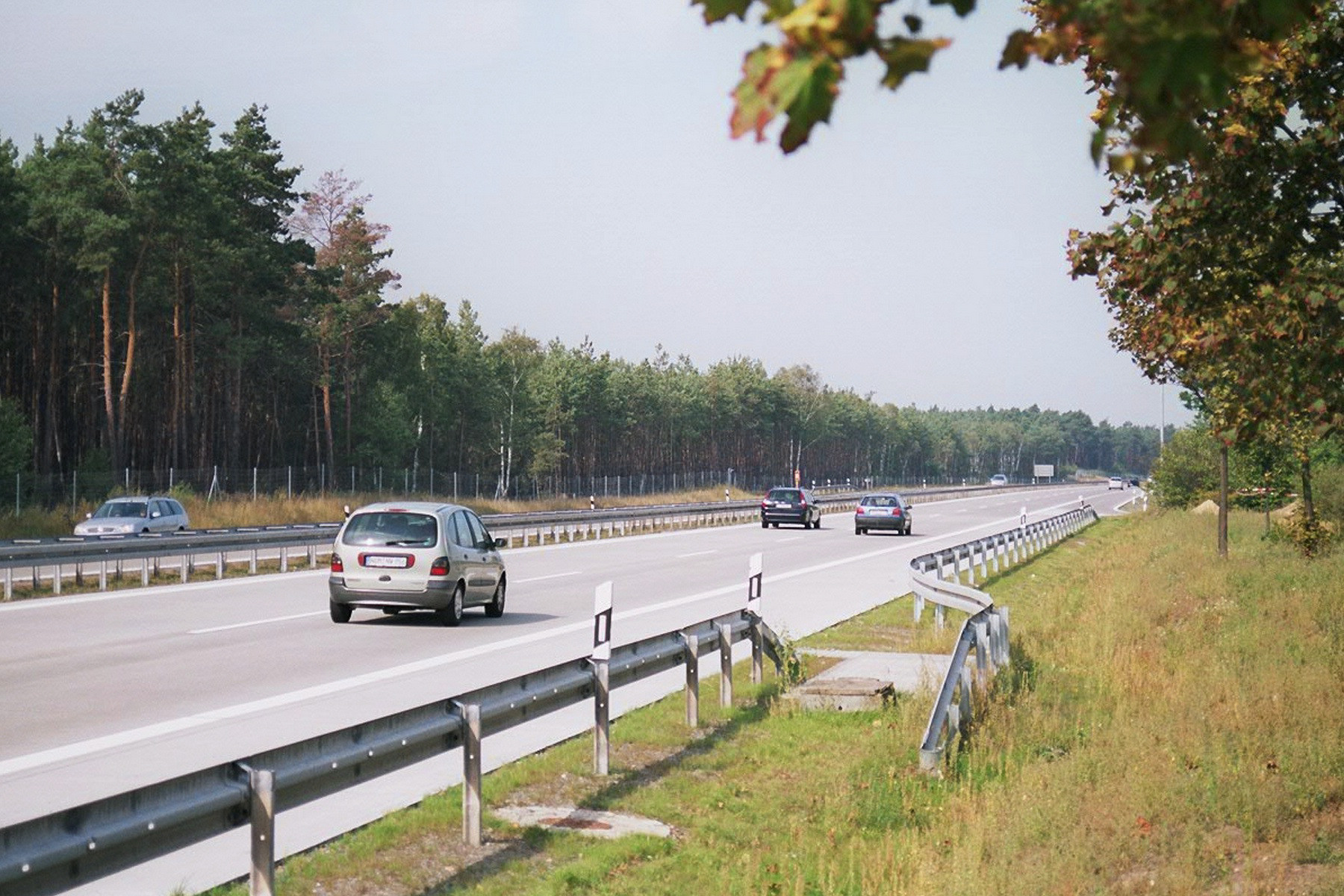
Е36 к югу от Берлина